# Albrecht Schoenhals
Albrecht Schoenhals, även stavat Albrecht Schönhals, född 7 mars 1888 i Mannheim, död 4 december 1978 i Baden-Baden, var en tysk skådespelare. Schoenhals var utbildad läkare och arbetade i yrket fram till 1934 då han upptäcktes av en rollsättare från UFA. Han spelade sedan i underhållningsfilmer under 1930-talet och hade flera av dåtidens stora tyska kvinnliga skådespelare som motspelare, bland andra Pola Negri (Mazurka, 1935), Olga Tjechova (Den röda orkidén (1938), Angelika, 1940) och Jenny Jugo (Nanette, 1940). Efter att han 1940 vägrat medverka i propagandafilm föll han i onåd hos UFAs vid tiden politiserade ledning, och tvingades sedan göra en stor roll i den propagandistiska ungdomsfilmen Kopf hoch, Johannes 1941 för att sedan försvinna från filmen till krigsslutet 1945. Han återkom 1949 och arbetade ånyo inom tysk film och TV fram till 1969.

## Filmografi, urval
- 1934 – Hennes största triumf
- 1935 – April, April!
- 1935 – Kapten över bord
- 1935 – Mazurka
- 1939 – Nanette
- 1940 – Angelika
- 1951 – Die Schuld des Dr. Homma
- 1954 – Hans okända modell
- 1969 – De fördömda